# 法人関係情報
法人関係情報（ほうじんかんけいじょうほう）とは、上場会社等の運営、業務又は財産に関する公表されていない重要な情報であって顧客の投資判断に影響を及ぼすと認められるもの、及び公開買付け、これに準ずる株券等の買集めの実施または中止の決定に係る公表されていない情報のことを指す法令上の用語である。法令上は「金融商品取引業等に関する内閣府令」第1条第4項第14号において定義されている。

## 規定の趣旨
日本においては、市場の公正性の確保するための規制として、金融商品取引法166条において投資者全般を規制対象とし、当該法規制に違反した場合に刑事罰が適用されることとなる内部者取引に関する規制が設けられている。これに加え、内部者取引に関する規制を補完する目的で金融商品取引業者等向けの規制として一定の規律を求めるための行為規制を設ける必要があったことから、金融商品取引業者等における法人関係情報の管理に関する規定が制定された。この規定の制定により、金融商品取引業者等においては、その取り扱う法人関係情報に関する管理や顧客の有価証券の売買等に関する管理について、法人関係情報に係る不公正な取引の防止を図るために必要かつ適切な措置を講じることが「金融商品取引業等に関する内閣府令」などで求められている。具体的な策として業務上知りえた法人関係情報が営業部店等に流れインサイダー取引に利用されることのないよう、チャイニーズ・ウォール（情報障壁）の再確認等、情報管理の徹底・充実が必要であると金融庁では指摘している。なお、金融庁による監査に際して、この管理体制が構築されているかを確認するに当たっては、特に以下の点を重視する旨が金融商品取引業者向けの総合的な監督指針に記載されている。
1. 役職員及びその関係者による、有価証券の売買その他の取引等に係る社内規則を整備し、必要に応じて見直しを行う等、適切な内部管理態勢を構築しているか[7]。
2. 役職員によるインサイダー等の不公正な取引の防止に向け、職業倫理の強化、関係法令や社内規則の周知徹底等、法令遵守意識の強化に向けた取組みを行っているか[7]。
3. 法人関係情報を入手し得る立場にある、金融商品取引業者の役職員及びその関係者による有価証券の売買その他の取引等の実態把握を行い、必要に応じてその方法の見直しを行う等、適切な措置を講じているか[7]。

また、この他、金融商品取引業者の業界団体である日本証券業協会においても「協会員における法人関係情報の管理態勢の整備に関する規則」において、以下の事項を協会員に対して求めている。
1. 協会員は、法人関係部門について、他の部門から物理的に隔離する等、当該法人関係情報が業務上不必要な部門に伝わらないよう管理しなければならない[8]。
2. 協会員は、法人関係情報が記載された書類及び法人関係情報になり得るような情報を記載した書類について、他の部門から隔離して管理する等、法人関係情報が業務上不必要な部門に伝わらないよう管理しなければならない[8]。
3. 協会員は、法人関係情報が記載された電子ファイル及び法人関係情報になり得るような情報を記載した電子ファイルについて、容易に閲覧できない方法をとる等、法人関係情報が業務上不必要な部門に伝わらないよう管理しなければならない[8]。

## 禁止行為
法人関係情報を用いて以下の行為を行うことは法令上、禁止されている。
1. 有価証券の売買等やその媒介・取次ぎ・代理について、顧客に対して当該有価証券の発行者の法人関係情報を提供して勧誘する行為[1][9][10]。
2. 有価証券の売買等やその媒介・取次ぎ・代理について、当該有価証券の発行者の法人関係情報について公表がされたこととなる前に当該売買等をさせることにより顧客に利益を得させ、又は当該顧客の損失の発生を回避させる目的をもって、当該顧客に対して当該売買等をすることを勧めて勧誘する行為[9][11]。
3. 株式発行等の引受者の募集について、その募集する有価証券に対する投資者の需要の見込みに関する調査を行う場合において、必要な措置を講ずることなく、調査対象者等に対し、当該募集に係る法人関係情報を提供する行為[註釈 1][1][12]。
4. 法人関係情報に基づいて、自己の計算において当該法人関係情報に係る有価証券の売買等をする行為[1][13]。

## 脚註

### 註釈
1. ↑  いわゆるプレ・ヒアリングのことである[1]。詳細はプレ・ヒアリングとインサイダー取引の項目を参照のこと。